# Sommerfuglehave
Sommerfuglehave er en have dyrket for at tilgodese et specielt dyreliv i haven, det tager sigte på at skabe et miljø, som tiltrækker sommerfugle.
Det konkrete havearbejde tager sigte på at invitere sommerfuglene indtil nektarrige planter og til at lægge æg på deres foderplanter. Sommerfugle indtager typisk nektar fra blomster, og der er hundredvis af sådanne planter, der kan plantes for til at tiltrække dem, afhængigt af sted og tidspunkt på året.
Udover plantning og såning af blomster, til at nektarfodre sommerfugle, kan andre midler bruges til at tiltrække dem omfattende opførelse af "sommerfugl huse" (overvintringssted for sommerfugle – udhuse og brændestabler bruges også af sommerfugle), vådt sand/jord eller mudder til at drikke fra og rådden frugt tiltrækker også nogle sommerfugle.

## Hvorfor en sommerfuglehave?
Nogle mennesker vil bare vil kigge på sommerfugle, mens andre gerne vil fotografere sommerfuglene. Andre forsøger at hjælpe sommerfuglebestanden ved at plante lokale foderplanter, som sjældne eller truede sommerfugle lægger æg på. Udfærdiget korrekt, kan en sommerfuglehave øge bestanden af sommerfugle. Mange sommerfugle bliver mindre i antal som følge af, at deres habitat bliver ødelagt og fragmenteret,, og de har svært ved at opfostre nye generationer.

## Problemer
Sommerfugle er byttedyr for mange dyr, herunder knælere, gedehamse, edderkopper, fugle, myrer samt næbmundede og tovingede insekter i familien snyltefluer. Hvis disse rovdyr bliver et problem, kan de kontrolleres med fælder snarere end pesticider, hvilket også kan dræbe sommerfugle og deres larver.
Når der ikke bruges pesticider, kan bladlus og hemiptera angribe planter. Bladlus kan dog styres ved at bruge mariehøns og andre biologiske bekæmpelsesmidler, som ikke skader sommerfugle. En anden metode til kontrol er sprøjtning af planterne med vand, eller sæbevand (selvom larver bør flyttes før sæbevand anvendes). Duftende rengøringsmidler er gode, men midler der indeholder oxyclean bør undgås. Bladlus vil blive sorte inden for en dag, og til sidst falde af.
I små sommerfuglehaver, er det almindeligt for larver at løbe tør for foderplanter før metamorfose sker.

## Anbefalinger
Disse 4 anbefalinger findes i ”Butterfly Plants For The Garden”.
- Haven skal være orienteret i alle retninger.
- Haven skal være stor og åben for solen.
- Haven skal være placeret i landlige omgivelser og være nær mindst tre forskellige typer vilde habitatsområder.
- Men vigtigt af alt, haven skal indeholde mindst 30 forskellige nektar planter således at der altid er planter i blomstringstid fra forår til efterår.

## Favoritplanter til sommerfugle
Brug helst planter der der er hjemmehørende i lokalområdet, og planter der blomstrer i sommerfuglenes flyvetid.

### Nektarplanter
Følgende liste er en prioriteret rækkefølge af nektarplanter med de mest populære først fra ”Butterfly Plants For The Garden”.  Listen er rettet til til danske forhold.
1. Buddleja, Sommerfuglebusk
2. Sedum spectabile, Stenurt (Hylotelephium)
3. Lavandula angustifolia, Ægte Lavendel
4. Aster novi-belgii, Nyengelsk Asters
5. Origanum vulgare, Almindelig Merian
6. Aubretia deltoidea, Blåpude
7. Centranthus ruber, Rød Sporebaldrian
8. Knautia arvensis, Blåhat
9. Rubus fruticosus, Almindelig Brombær
10. Tagetes tenuifolia Appelsin-Tagetes
11. Hebe, Hebe-slægten
12. Lunaria annua, Judaspenge
13. Lobelia, Lobelie
14. Eupatorium cannabinum, Hamp-Hjortetrøst
15. Mentha aquatica Vand-Mynte
16. Myosotis, Forglemmigej
17. Phlox, Floks
18. Aster, Asters (Aster)
19. Phaseolus multiflorus, Pralbønne
20. Hesperis matronalis, Velduftende Aftenstjerne
21. Centaurea, Knopurt
22. Ligustrum, Liguster
23. Lythrum salicaria, Almindelig Kattehale
24. Verbena, Jernurt
25. Alyssum, Krognål
26. Pulicaria dysenterica, Strand-Loppeurt
27. Taraxacum, Mælkebøtte
28. Dahlia, Dahlia
29. Erysimum cheiri, Gyldenlak
30. Hedera helix, Almindelig Vedbend
31. Erica, Lyng
32. Geranium, Storkenæb
33. Primula , Kodriver
34. Lavatera, Poppelrose
35. Allium schoenoprasum, Purløg
36. Nepeta, Katteurt
37. Thymus, Timian
38. Rudbeckia fulgida, Stråle-Solhat
39. Viola, Viol
40. Hydrangea macrophylla, Almindelig Hortensia
41. Solidago, Gyldenris
42. Leucanthemum vulgare, Marguerit (blomst)
43. Dianthus barbatus, Studenter-Nellike
44. Hyssopus officinalis, Ægte Isop
45. Leucanthemum x superbum, Kæmpe-Margerit
46. Helianthemum, Soløje
47. Lonicera periclymenum, Almindelig Gedeblad
48. Bellis perennis, Tusindfryd
49. Dipsacus fullonum, Gærde-Kartebolle
50. Chrysanthemum, Okseøje
51. Cosmos, Stolt Kavaler
52. Achillea, Røllike
53. Osteospermum ???
54. Trifolium repens, Hvid-Kløver
55. Echinops, Tidselkugle
56. Chrysanthemum frutescens, Okseøje
57. Calendula officinalis, Have-Morgenfrue
58. Rosa, Rose
59. Escallonia, Eskallonia

- Hemaris fuciformis på Scabiosa
- Macroglossum stellatarum på Verbena
- Aglais urticae på Zinnia
- Papilio machaon på Buddleja
- Polyommatus icarus på Lavandula
- Gonepteryx rhamni på Tagetes

### Foderplanter
- Brændenælde (stor og lille) er foderplater for nældens takvinge, dagpåfugleøje og admiral.
- Korsblomstfamilien: (f.eks. løgkarse, engkarse og raps) kålsommerfuglene.
- Græsser: randøjer
- Tidsler: tidselsommerfugl
- Tørstetræ: citronsommerfugl

## Note
1. ↑  I Samvirke, juni-juli 1991-6-7, skriver Michael Stoltze, på side 48: ”Siden 1955 er 9 af vore 77 hjemmehørende arter forsvundet, uden nye er dukket op. Yderligere 3-4 arter er lige på nippet til at forsvinde, og 25 arter er i stærk tilbagegang. … i det højeffektive landbrug og skovbrug er der efterhånden meget få steder, hvor sommerfuglene kan boltre sig.
2. ↑  Hæftet er udgivet af Butterfly Conservation, 1995, Head office: PO BOX 222, Dedham, Colchester, Essex CO7 6EY, England. Hæftet indeholder de bedste 200 nektar planter til sommerfugle. Listen er resultatet af en spørgeskemaundersøgelse med 3000 indberetninger over 5 år (1990-1995).